# Dyneema
Il Dyneema (Gel Spun Polyethylene) è una fibra sintetica particolarmente adatta alla produzione di cavi da trazione. Viene in particolar modo utilizzato per applicazioni sportive quali il kitesurf, la vela, il volo di aquiloni giganti, il parapendio, l'alpinismo, il tiro con l'arco, la pesca sia sportiva che professionale e la produzione di giubbotti antiproiettile.
I cordini in Dyneema hanno un'eccezionale resistenza, paragonabile a quella dei cavi di acciaio, ma con il vantaggio di resistere molto bene agli sforzi da torsione e piegamento. 
A differenza della prima generazione di fili in HDPE (polietilene ad alta densità) oggi il marchio DYNEEMA ha sopperito allo svantaggio derivante dall'elevata elasticità che lo rendeva dimensionalmente poco stabile.
Inoltre, mediante la tecnica dell'impiombatura, il Dyneema si presta benissimo a realizzare degli occhielli alle estremità (gasse) oppure alla giunzione di due spezzoni. 
Uno dei principali svantaggi di corde e cordini in Dyneema è che hanno bassissima resistenza al taglio, ad esempio dopo essere stati messi in tensione e qualora vengano sfregati da altri fili in Kevlar (o materiali similari) a loro volta in tensione. 
La fibra di Dyneema oggi prodotta ha caratteristiche particolari per resistenza rispetto al suo diametro, si parla di qualche kilogrammo per fili con diametri di circa 0,10-0,12 millimetri, ed in particolare risulta un filo che è praticamente esente da elasticità.
Il brevetto per il Dyneema risulta proprietà della DSM olandese e viene prodotto solo dalla stessa DSM e da un'azienda giapponese su autorizzazione.
L'estrusione della fibra di Dyneema avviene attraverso il raddrizzamento della catena del polietilene che in questa forma acquista le caratteristiche di HDPE (Polietilene ad alta densità) con la caratteristica di diventare una fibra con elevatissima resistenza alla trazione e assenza di elasticità.
Una fibra simile per materiale e composizione è la fibra di marchio SPECTRA prodotta da un'azienda americana su proprio brevetto con caratteristiche leggermente inferiori rispetto al DYNEEMA.